# Sertularia tenuis
Sertularia tenuis is een hydroïdpoliep uit de familie Sertulariidae. De poliep komt uit het geslacht Sertularia. Sertularia tenuis werd in 1884 voor het eerst wetenschappelijk beschreven door Bale. 